# Лерман Белла Яківна
Лерман Белла Яківна (нар. 2 листопада 1938, Київ — пом. 30 липня 2013) — український видавець, директор видавництва «Астарта», заслужений працівник культури України.

## Життєпис

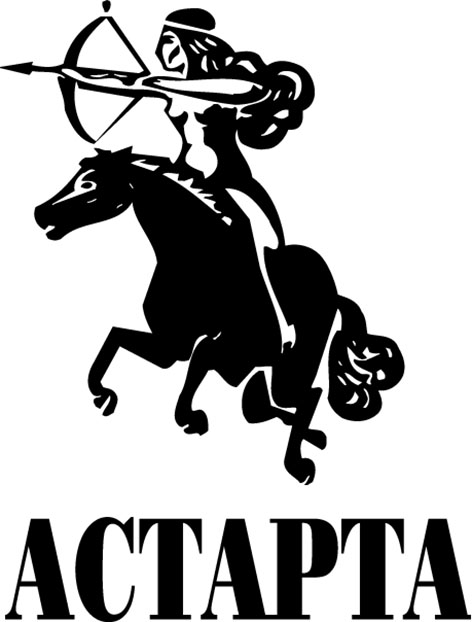
Логотип видавництва «Астарта»

Народилася 2 листопада 1938 року в Києві. Після школи починала ученицею палітурного цеху київської книжкової фабрики «Жовтень» (потім АО «Книга»). Закінчила технологічний факультет Українського поліграфічного інституту імені Івана Федорова у Львові, пройшла шлях від майстра цеху до керівника виробничого відділу. З 1993 року — директор видавництва «Астарта».
З 2004 — заслужений працівник культури України.
Чоловік — Гутман Борис Оскарович (нар. 24 липня 1938 — пом. 16 жовтня 2016) — суддя міжнародної категорії зі спорту.
Син — Гутман Михайло Борисович — художник-ілюстратор, дизайнер, https://www.gutman.design/ [Архівовано 3 січня 2022 у Wayback Machine.].